# Intragna (Zwitserland)
Intragna is een plaats en voormalige gemeente in het Zwitserse kanton Ticino en maakt deel uit van het district Locarno.
Intragna telt 894 inwoners.
Op 25 oktober 2009 Intragna met Borgnone en Palagnedra tot de gemeente Centovalli.

## Geboren
- Daniel Maggetti (1961), hoogleraar universiteit van Lausanne

- Gemeinsame Normdatei: 4521651-4
- Historisch woordenboek van Zwitserland: 002106
- Virtual International Authority File: 238766846
- WorldCat: E39PCjyyxKy4rd6xbWXcdqvMbm